# Nuniamo
Nuniamo (ou Nunyamo ou Nuniagmo ; en russe : Нунямо) était un village yupik situé au niveau du cap Nunyamo, à l'entrée nord de la baie Saint Laurent (péninsule Tchouktche). Le site fut d'abord un campement yupik, puis les autorités soviétiques décident d'y construire des installations modernes et d'y déplacer une partie de la population de Naukan en 1958 - 1959. En 1977, le village de Nuniamo est à son tour abandonné sur décision des autorités et la population déplacée à Lavrentia et Lorino. Le site et certaines de ses installations sont temporairement utilisés par les populations locales, notamment pour la chasse.

## Toponymie
Le terme « Nuniamo » vient probablement du nom de la rivière Uniagma qui se situe à proximité du site.

## Géographie et climat
Le  site de Nuniamo se trouve au niveau du cap Nunyamo (péninsule Tchouktche). Il est situé sur la côte nord de la baie Saint-Laurent, à proximité de la rivière Uniagma.
Le climat du site est une toundra polaire.

## Histoire

### Campement Yupik
À l'origine, le site de Nuniamo était un campement yupik. Plusieurs écrits datant du 19e siècle atteste de la présence yupik à cet emplacement.

### Construction du village puis abandon (1958-1977)
En 1958, les autorités soviétiques décident le déplacement de certaines populations yupiks vers des villages dotés d’infrastructures modernes. Le village de Naukan, le plus oriental, est évacué et sa population dirigée vers les sites plus à l'ouest de Nuniamo et Ouelen.
Nuniamo est abandonné sur la décision des autorités en 1977. La population est déplacée vers Lavrentia et Lorino.

### Utilisation sporadique des installations
Le site reste abandonné pendant plusieurs années. Puis, à partir des années 1990, les locaux recommencent à camper sur place et d'utiliser certaines installations de manière temporaire, notamment pour des activités de chasse.